# Queens Pound River
Der Queens Pound River ist ein Fluss im Südosten des australischen Bundesstaates New South Wales.

## Geographie
Der Fluss entspringt im Zentrum des Wadbilliga-Nationalparks an den Osthängen der Great Dividing Range. Er fließt nach Norden durch vollkommen unbesiedeltes Gebiet und mündet im nördlichen Teil des Parks in den Wadbilliga River.